# جزیره چیزمن
جزیره چیزمن (به لاتین: Cheeseman Island) یک جزیره در نیوزیلند است. جزیره چیزمن ۰ نفر جمعیت دارد.